# Johanna Dorothea Sysang
Johanna Dorothea Sysang, gift Phillip (født 7. april 1729 i Dresden, død 2. marts 1791 i Leipzig) var en tysk kobberstikker.
Hun var datter af kobberstikkeren Johann Christoph Sysang (1703-1757). Hun har bl.a. stukket Ludvig Holberg (1780) og ornitologiske tegninger.
I 1755 ægtede hun embedsmanden G. Philipp og signerede derefter sine værker "J. D. Philippin, geb. Sysangin".